# Trifurcula austriaca
Trifurcula austriaca là một loài bướm đêm thuộc họ Nepticulidae. Loài này có ở Áo, Cộng hòa Séc và Slovakia. It has also been reported from Hy Lạp.
Sải cánh dài 5.6-6.7 mm đối với con đực. Adults were found từ tháng 5 đến tháng 9, ở một vùng bảo tồn tự nhiên thảo nguyên.